# Гендерна флюїдність
Гендерна флюїдність — відсутність сталої гендерної ідентичності. Людина, яка є сексуально флюїдною, з плином часу може змінювати свій гендер в не залежності від обставин. Сексуальна орієнтація є стабільною та незмінною для переважної більшості людей. Немає наукових доказів того, що сексуальну орієнтацію можна змінити за допомогою психотерапії. Сексуальна ідентичність може змінюватися протягом життя людини, а може і не збігатися з біологічною статтю, сексуальною поведінкою або фактичною сексуальною орієнтацією.
Наразі неможливо визначити точну причину розвитку сексуальної орієнтації, але були вивчені генетичні, гормональні, соціальні та культурні впливи. Вчені вважають, що це викликано складною взаємодією генетичних, гормональних та екологічних впливів. Хоча жодна теорія про причину сексуальної орієнтації досі не отримала широкої підтримки, вчені віддають перевагу біологічно заснованим теоріям.
Використання терміна сексуальна флюїдність приписується Лізі М. Даймонд, особливо стосовно жіночої сексуальності.

## Демографічні показники

### Загальні відомості
Одне дослідження Стівена Е. Мока та Річарда П. Айбаха у 2011 році показує, що 2 % з 2560 дорослих учасників, включених до Національного дослідження розвитку середнього віку в Сполучених Штатах, повідомили про зміну ідентичності сексуальної орієнтації після 10-річного періоду: 0,78 % чоловіків і 1,36 % жінок, які визнали себе гетеросексуалами на початку 10-річного періоду, а також 63,6 % лесбійок, 64,7 % бісексуалів, 9,52 % геїв і 47 % бісексуалів. Згідно з дослідженням, «ця закономірність узгоджується з гіпотезою про те, що гетеросексуальність є більш стабільною ідентичністю сексуальної орієнтації, можливо, через її нормативний статус. Однак чоловіча гомосексуальна ідентичність, хоча й менш стабільна, ніж гетеросексуальна ідентичність, була відносно стабільною порівняно з іншою. ідентичності сексуальних меншин». Маючи в обстежуваній групі лише дорослих, вони не виявили відмінностей у плинності, на які впливав вік учасників. Однак вони заявили, що «дослідження щодо стабільності ставлення та змін свідчать про те, що більшість змін відбувається в підлітковому та молодому віці (Alwin & Krosnick, 1991; Krosnick & Alwin, 1989), що може пояснити зменшення впливу віку після цього моменту».

### Чоловіки проти жінок
Дослідження загалом показують, що жіноча сексуальність є більш плинною, ніж чоловіча. У основоположному огляді літератури про сексуальну орієнтацію, стимулюваному висновками про те, що сексуальна революція 1970-х років вплинула на жіночу сексуальність більше, ніж на чоловічу, дослідженням Баумайстера вказано, що порівняно з чоловіками жінки мають нижчу відповідність між сексуальними установками та поведінкою, а соціокультурні фактори впливають на жіночу сексуальність більшою мірою; він також виявив, що особистісні зміни в сексуальності частіше зустрічаються для жінок порівняно з чоловіками. Жіноча сексуальність (лесбійська та гетеросексуальна) змінюється значно більше, ніж чоловіча, як за розмірними, так і за категоріальними показниками сексуальної орієнтації. Більше того, більшість гомосексуальних жінок, які раніше ідентифікували свою сексуальну орієнтацію як гетеросексуальних; тоді як для чоловіків більшість раніше ідентифікували як бісексуалів, що, на думку авторів, підтримує ідею більшої плинності жіночої сексуальності. Жінки також повідомляють про те, що вони ідентифікували себе з більш ніж однією сексуальною орієнтацією, частіше, ніж чоловіки, і виявлено, що вони мають вищий рівень мобільності сексуальної орієнтації. Жінки також частіше повідомляють про те, що вони бісексуальні або не впевнені у своїй сексуальності, ніж чоловіки, які частіше повідомляють про те, що є виключно геями або гетеросексуалами. Протягом шестирічного періоду було виявлено, що жінки демонстрували більше зрушень у ідентичності сексуальної орієнтації і частіше визначали свою сексуальну орієнтацію за допомогою невиключних термінів.
Соціальний конструктивістський погляд припускає, що сексуальний потяг є продуктом культурних і психосоціальних процесів і що чоловіки та жінки соціалізовані по-різному. Ця відмінність у соціалізації може пояснити відмінності в сексуальному бажанні та стабільності сексуальної орієнтації. Чоловіча сексуальність зосереджена навколо фізичних факторів, тоді як жіноча сексуальність зосереджена навколо соціокультурних факторів, що робить жіночу сексуальність за своєю природою більш відкритою для змін. Більший вплив на жіночу сексуальність під час сексуальної революції 1970-х років показує, що зміни жіночої сексуальної орієнтації можуть бути пов'язані з більшим впливом пом'якшуючих факторів (наприклад, ЗМІ). У західній культурі також очікується, що жінки будуть більш емоційно виразними та інтимними як до чоловіків, так і до жінок. Ця соціалізація є вірогідною причиною більшої жіночої сексуальної плинності. Невідомо, чи жіноча сексуальність від природи більш плинна і, отже, зміни соціальних факторів чи соціальні фактори призводять до менш стабільної жіночої сексуальності.
Гіпотеза еволюційної психології припускає, що бісексуальність дозволяє жінкам зменшувати конфлікти з іншими жінками, сприяючи материнському внеску один одного, забезпечуючи таким чином їхній репродуктивний успіх. Згідно з цією точкою зору, жінки здатні утворювати романтичні зв'язки з обома статями, і сексуальну плинність можна пояснити як репродуктивну стратегію, яка забезпечує виживання потомства.

### Молодь
Одне дослідження, яке порівнювало стабільність ідентичності сексуальної орієнтації молоді в різних статях, виявило результати, протилежні тим, які найчастіше проводили на вибірках дорослих. У дослідженні порівнювали негетеросексуальну чоловічу та жіночу сексуальну орієнтацію протягом року і дійшли висновку, що молоді жінки частіше повідомляли про постійну сексуальну ідентичність, ніж чоловіки. Дослідження проводилося протягом одного року.
Здається, що в молодості жінки найбільше змінюють ідентичність сексуальної орієнтації. У 10-річному дослідженні порівнювали сексуальну орієнтацію, виміряну чотири рази протягом дослідження. Найбільша зміна була виявлена між першим (зробленим у 18 років) і другим (зробленим у 20 років) вимірюваннями, що було єдиним часовим діапазоном, який впав у підлітковому віці.
Популяційне дослідження, проведене протягом 6 років, показало, що негетеросексуальні (геї/лесбійки/бісексуали) чоловіки та жінки частіше змінюють свою сексуальну орієнтацію, ніж гетеросексуальні учасники. Річне дослідження показало, що сексуальна ідентичність була більш стабільною для молодих учасників геїв та лесбійок порівняно з бісексуалами.
Процес інтеграції ідентичності, який люди проходять у підлітковому віці, здається, пов'язаний зі змінами сексуальної ідентичності; підлітки, які набрали вищі показники за показниками інтеграції ідентичності, більш послідовні у своїй сексуальній орієнтації. Схоже, що бісексуальні молоді люди формують свою сексуальну ідентичність довше, ніж постійно гомосексуальні або гетеросексуальні молоді, тому бісексуальність можна розглядати як перехідну фазу в підлітковому віці. Розаріо та ін. (2006) роблять висновок, що «прийняття, прихильність та інтеграція ідентичності геїв/лесбійок є постійним процесом розвитку, який для багатьох молодих людей може поширюватися у підлітковому віці і далі».
Сабра Л. Кац-Вайз і Джанет С. Хайде повідомляють у статті, опублікованій у 2014 році в «Архіві сексуальної поведінки», про своє дослідження, присвячене 188 молодим жінкам і чоловікам у Сполучених Штатах з одностатевою орієнтацією у віці 18–26 років. У цій когорті 63 % жінок і 50 % чоловіків повідомляли про сексуальну плинність у привабливості, причому 48 % цих жінок і 34 % цих чоловіків повідомили про плинність у ідентифікації сексуальної орієнтації.